# میکینگ فیندز (سریال اینترنتی)
میکینگ فیندز (به انگلیسی: Making Fiends) یک کارتون پویانمایی فلش می‌باشد که توسط ایمی وینفری ساخته‌شده است.